# Aéroport international général Leobardo C. Ruiz
L'aéroport international général Leobardo C. Ruiz ou aéroport international de Zacatecas (code IATA : ZCL • code OACI : MMZC • code DGAC M. : ZCL), est un aéroport international localisé à Zacatecas, dans l'État de Zacatecas, au Mexique. Il est communément connu comme aéroport La Calera et reçoit le trafic aérien national et international de la ville de Zacatecas.

## Information
En 2014, Zacatecas a reçu 284 625 passagers, alors qu'en 2015 il a reçu 320 065 passagers, selon des données publiées par le Groupe aéroportuaire Centre Nord.

## Situation
| \| 500 km1:6 468 000 \| Acapulco Aguascalientes Huatulco Campeche Cancún Chetumal Chihuahua Ciudad · del Carmen Ciudad Juárez Ciudad · Obregón Ciudad · Victoria Colima Cozumel Culiacán Guanajuato Durango Guadalajara Hermosillo Ixtapa · Zihuatanejo La Paz San José · del Cabo Los Mochis Matamoros Mazatlán Mérida Mexicali Mexico B.J. Mexico F.A. Minatitlán Monterrey Morelia Nuevo · Laredo Oaxaca Playa · de Oro Puebla Puerto · Escondido Puerto · Vallarta Querétaro Reynosa San Luis · Potosí Tampico Tapachula Tepic Tijuana Toluca Torreón Tuxtla Gutiérrez Uruapan Veracruz Villahermosa Zacatecas |
| 500 km1:6 468 000 |

Les aéroports les plus proches sont :
- Aéroport international d'Aguascalientes (138 km)
- Aéroport international de San Luis Potosi (192 km)
- Aéroport international de Durango (232 km)
- Aéroport international del Bajío (253 km)
- Aéroport international de Guadalajara (271 km)

## Statistiques
Pour des raisons techniques, il est temporairement impossible d'afficher le graphique qui aurait dû être présenté ici.

Voir la requête brute et les sources sur Wikidata.

## Routes plus transitées
| Nombre | Ville                            | Passagers | Classement    | Compagnie aérienne           |
| ------ | -------------------------------- | --------- | ------------- | ---------------------------- |
| 1      | Mexico                           | 73,189    | en stagnation | Aeroméxico Connect, Interjet |
| 2      | Tijuana, Basse Californie        | 30,810    | en stagnation | Volaris                      |
| 3      | Monterrey, Nuevo León            | 752       | en stagnation |                              |
| 4      | Puebla, Puebla                   | 75        |               |                              |
| 5      | Guadalajara, Jalisco             | 71        | 1             |                              |
| 6      | Saltillo, Coahuila               | 54        |               |                              |
| 7      | San Luis Potosí, San Luis Potosí | 53        |               |                              |
| 8      | Aguascalientes, Aguascalientes   | 48        |               |                              |
| 9      | Querétaro, Querétaro             | 41        | 4             |                              |
| 10     | Toluca, État du Mexique          | 11        |               |                              |

## Compagnies aériennes qui ne desservent plus l'aéroport
| Compagnies aériennes                                                                                        |
| --- |
| Aeromar, Avolar, Azteca͵ Continental Express, Delta Airlines, Mexicaine, MexicanaClick, MexicanaLink, TAESA |